# Frank Fabra
Frank Yusty Fabra Palacios (Nechí, 22 febbraio 1991) è un calciatore colombiano, difensore del Boca Juniors e della nazionale colombiana.

## Carriera

### Club
Ha giocato nella massima serie del campionato colombiano con l'Envigado, il Deportivo Cali e l’Independiente Medellín.

### Boca Juniors
Il 19 gennaio del 2016 firma con il Boca Juniors.
Il 14 febbraio 2016 debutta ufficialmente in occasione della sconfitta per 1-0 contro l’Atl. Tucumán.
Il 20 aprile 2016, in occasione della partita di Copa Libertadores 2016,vinta per 6-2 contro il Deportivo Cali, mette a segno la prima rete con il club argentino.
Il primo gol in Primera Division arriva nella vittoria per 3-0 contro il Belgrano.
Vince il primo titolo con la squadra argentina il 25 giugno 2017, in seguito alla vittoria per 2-1 alla Bombonera contro l’Unión (SF), valevole per la conquista della Primera División 2016-2017.
Contribuisce alla conquista del campionato con 20 presenze e 1 gol. Nel 2019 rinnova il contratto con il club fino al 2023.
Il 22 maggio 2022 in seguito alla vittoria della Copa de la liga Profesional 2022, vinta in finale con il punteggio di 3-0 contro il Tigre, match nel quale realizza il gol del 2-0, diventa il calciatore della rosa vigente che più titoli vinti con la maglia del Boca Juniors.
Il 5 novembre 2023 disputa la finale di Copa Libertadores contro il Fluminense, facendosi espellere nei tempi supplementari per uno schiaffo rifilato al difensore Nino.

### Nazionale
Ha esordito con la Nazionale colombiana nel 2015.
Viene convocato per la Copa América Centenario negli Stati Uniti.
Selezionato per i mondiali di Russia, viene sostituito da Farid Díaz a quattro giorni dall'inizio della manifestazione per un infortunio al ginocchio.

## Statistiche

### Presenze e reti nei club
Statistiche aggiornate al 9 febbraio 2025.
| Stagione              | Squadra                | Campionato            | Campionato | Campionato | Coppe nazionali | Coppe nazionali | Coppe nazionali | Coppe continentali | Coppe continentali | Coppe continentali | Altre coppe | Altre coppe | Altre coppe | Totale | Totale |
| Stagione              | Squadra                | Comp                  | Pres       | Reti       | Comp            | Pres            | Reti            | Comp               | Pres               | Reti               | Comp        | Pres        | Reti        | Pres   | Reti   |
| --------------------- | ---------------------- | --------------------- | ---------- | ---------- | --------------- | --------------- | --------------- | ------------------ | ------------------ | ------------------ | ----------- | ----------- | ----------- | ------ | ------ |
| 2010                  | Envigado               | A                     | 4          | 0          | -               | -               | -               | -                  | -                  | -                  | -           | -           | -           | 4      | 0      |
| 2011                  | Envigado               | A                     | 10         | 0          | -               | -               | -               | -                  | -                  | -                  | -           | -           | -           | 10     | 0      |
| 2012                  | Envigado               | A                     | 32         | 1          | CC              | 1               | 0               | CS                 | 3                  | 0                  | -           | -           | -           | 36     | 1      |
| 2013                  | Envigado               | A                     | 29         | 1          | CC              | 1               | 0               | -                  | -                  | -                  | -           | -           | -           | 30     | 1      |
| gen.-giu. 2014        | Envigado               | A                     | 15         | 1          | -               | -               | -               | -                  | -                  | -                  | -           | -           | -           | 15     | 1      |
| Totale Envigado       | Totale Envigado        | Totale Envigado       | 90         | 3          |                 | 2               | 0               |                    | 3                  | 0                  |             | -           | -           | 95     | 3      |
| lug.-dic. 2014        | Deportivo Cali         | A                     | 19         | 1          | CC              | 3               | 0               | CS                 | 4                  | 0                  | -           | -           | -           | 26     | 1      |
| gen.-giu. 2015        | Deportivo Cali         | A                     | 19         | 0          | CC              | 2               | 0               | -                  | -                  | -                  | -           | -           | -           | 21     | 0      |
| Totale Deportivo Cali | Totale Deportivo Cali  | Totale Deportivo Cali | 38         | 1          |                 | 5               | 0               |                    | 4                  | 0                  |             | -           | -           | 47     | 1      |
| lug.-dic. 2015        | Independiente Medellín | A                     | 18         | 1          | CC              | 6               | 0               | -                  | -                  | -                  | -           | -           | -           | 24     | 1      |
| 2016                  | Boca Juniors           | PD                    | 2          | 0          | CA              | 2               | 0               | CL                 | 10                 | 2                  | SA          | 0           | 0           | 14     | 2      |
| 2016-2017             | Boca Juniors           | PD                    | 20         | 1          | CA              | 2               | 1               | -                  | -                  | -                  | -           | -           | -           | 22     | 2      |
| 2017-2018             | Boca Juniors           | PD                    | 22         | 2          | CA              | 0               | 0               | CL                 | 4                  | 1                  | SA          | 1           | 0           | 27     | 3      |
| 2018-2019             | Boca Juniors           | PD                    | 1          | 0          | CA+CdS          | 2+2             | 0               | CL                 | 0                  | 0                  | -           | -           | -           | 5      | 0      |
| 2019-2020             | Boca Juniors           | PD                    | 18         | 2          | CA+CM           | 0+4             | 0               | CL                 | 10                 | 0                  | -           | -           | -           | 32     | 2      |
| 2021                  | Boca Juniors           | PD                    | 18         | 2          | CA+CdL          | 4+15            | 0               | CL                 | 3                  | 0                  | -           | -           | -           | 37     | 2      |
| 2022                  | Boca Juniors           | PD                    | 22         | 1          | CA+CdL          | 3+14            | 0+2             | CL                 | 7                  | 0                  | TdC         | 1           | 0           | 47     | 3      |
| 2023                  | Boca Juniors           | PD                    | 18         | 0          | CA+CdL          | 2+4             | 0               | CL                 | 11                 | 0                  | SA+SI       | 1+1         | 0           | 37     | 0      |
| 2024                  | Boca Juniors           | PD                    | 7          | 0          | CA+CdL          | 0+5             | 0               | CS                 | 4                  | 0                  | -           | -           | -           | 16     | 0      |
| 2025                  | Boca Juniors           | PD                    | 2          | 0          | CA              | 1               | 0               | CL                 | 0                  | 0                  | Cmc         | -           | -           | 3      | 0      |
| Totale Boca Juniors   | Totale Boca Juniors    | Totale Boca Juniors   | 130        | 8          |                 | 60              | 1+2             |                    | 49                 | 3                  |             | 4           | 0           | 243    | 14     |
| Totale carriera       | Totale carriera        | Totale carriera       | 276        | 13         |                 | 73              | 3               |                    | 56                 | 3                  |             | 4           | 0           | 409    | 19     |

### Cronologia presenze e reti in nazionale
| Cronologia completa delle presenze e delle reti in nazionale ― Colombia | Cronologia completa delle presenze e delle reti in nazionale ― Colombia | Cronologia completa delle presenze e delle reti in nazionale ― Colombia | Cronologia completa delle presenze e delle reti in nazionale ― Colombia | Cronologia completa delle presenze e delle reti in nazionale ― Colombia | Cronologia completa delle presenze e delle reti in nazionale ― Colombia | Cronologia completa delle presenze e delle reti in nazionale ― Colombia | Cronologia completa delle presenze e delle reti in nazionale ― Colombia |
| Data                                                                    | Città                                                                   | In casa                                                                 | Risultato                                                               | Ospiti                                                                  | Competizione                                                            | Reti                                                                    | Note                                                                    |
| ----------------------------------------------------------------------- | ----------------------------------------------------------------------- | ----------------------------------------------------------------------- | ----------------------------------------------------------------------- | ----------------------------------------------------------------------- | ----------------------------------------------------------------------- | ----------------------------------------------------------------------- | ----------------------------------------------------------------------- |
| 8-9-2015                                                                | Harrison                                                                | Colombia                                                                | 1 – 1                                                                   | Perù                                                                    | Amichevole                                                              | -                                                                       |                                                                         |
| 8-10-2015                                                               | Barranquilla                                                            | Colombia                                                                | 2 – 0                                                                   | Perù                                                                    | Qual. Mondiali 2018                                                     | -                                                                       |                                                                         |
| 13-10-2015                                                              | Montevideo                                                              | Uruguay                                                                 | 3 – 0                                                                   | Colombia                                                                | Qual. Mondiali 2018                                                     | -                                                                       |                                                                         |
| 12-11-2015                                                              | Santiago del Cile                                                       | Cile                                                                    | 1 – 1                                                                   | Colombia                                                                | Qual. Mondiali 2018                                                     | -                                                                       |                                                                         |
| 17-11-2015                                                              | Barranquilla                                                            | Colombia                                                                | 0 – 1                                                                   | Argentina                                                               | Qual. Mondiali 2018                                                     | -                                                                       |                                                                         |
| 29-5-2016                                                               | Miami                                                                   | Colombia                                                                | 3 – 1                                                                   | Haiti                                                                   | Amichevole                                                              | -                                                                       | 46’                                                                     |
| 11-6-2016                                                               | Houston                                                                 | Colombia                                                                | 2 – 3                                                                   | Costa Rica                                                              | Coppa America Centenario - 1º turno                                     | 1                                                                       |                                                                         |
| 17-6-2016                                                               | East Rutherford                                                         | Perù                                                                    | 0 – 0 (2 – 4 dtr)                                                       | Colombia                                                                | Coppa America Centenario - Quarti di finale                             | -                                                                       | 91’                                                                     |
| 22-6-2016                                                               | Chicago                                                                 | Colombia                                                                | 0 – 2                                                                   | Cile                                                                    | Coppa America Centenario - Semifinale                                   | -                                                                       | 73’                                                                     |
| 25-6-2016                                                               | Glendale                                                                | Stati Uniti                                                             | 0 – 1                                                                   | Colombia                                                                | Coppa America Centenario - Finale 3º posto                              | -                                                                       |                                                                         |
| 13-6-2017                                                               | Getafe                                                                  | Camerun                                                                 | 0 – 4                                                                   | Colombia                                                                | Amichevole                                                              | -                                                                       |                                                                         |
| 31-8-2017                                                               | San Cristóbal                                                           | Venezuela                                                               | 0 – 0                                                                   | Colombia                                                                | Qual. Mondiali 2018                                                     | -                                                                       |                                                                         |
| 5-9-2017                                                                | Barranquilla                                                            | Colombia                                                                | 1 – 1                                                                   | Brasile                                                                 | Qual. Mondiali 2018                                                     | -                                                                       | 85’                                                                     |
| 5-10-2017                                                               | Barranquilla                                                            | Colombia                                                                | 1 – 2                                                                   | Paraguay                                                                | Qual. Mondiali 2018                                                     | -                                                                       | 12’                                                                     |
| 10-10-2017                                                              | Lima                                                                    | Perù                                                                    | 1 – 1                                                                   | Colombia                                                                | Qual. Mondiali 2018                                                     | -                                                                       |                                                                         |
| 10-11-2017                                                              | Suwon                                                                   | Corea del Sud                                                           | 2 – 1                                                                   | Colombia                                                                | Amichevole                                                              | -                                                                       | 61’                                                                     |
| 14-11-2017                                                              | Chongqing                                                               | Cina                                                                    | 0 – 4                                                                   | Colombia                                                                | Amichevole                                                              | -                                                                       | 75’                                                                     |
| 23-3-2018                                                               | Saint-Denis                                                             | Francia                                                                 | 2 – 3                                                                   | Colombia                                                                | Amichevole                                                              | -                                                                       |                                                                         |
| 1-6-2018                                                                | Bergamo                                                                 | Egitto                                                                  | 0 – 0                                                                   | Colombia                                                                | Amichevole                                                              | -                                                                       | 46’                                                                     |
| 19-11-2019                                                              | Harrison                                                                | Ecuador                                                                 | 0 – 1                                                                   | Colombia                                                                | Amichevole                                                              | -                                                                       | 90’                                                                     |
| 9-10-2020                                                               | Barranquilla                                                            | Colombia                                                                | 3 – 0                                                                   | Venezuela                                                               | Qual. Mondiali 2022                                                     | -                                                                       | 59’                                                                     |
| 17-11-2020                                                              | Quito                                                                   | Ecuador                                                                 | 6 – 1                                                                   | Colombia                                                                | Qual. Mondiali 2022                                                     | -                                                                       | 41’ 90’                                                                 |
| 6-7-2021                                                                | Brasilia                                                                | Argentina                                                               | 1 – 1 (3 – 2 dtr)                                                       | Colombia                                                                | Coppa America 2021 - Semifinale                                         | -                                                                       | 46’ 55’                                                                 |
| 24-3-2022                                                               | Barranquilla                                                            | Colombia                                                                | 3 – 0                                                                   | Bolivia                                                                 | Qual. Mondiali 2022                                                     | -                                                                       |                                                                         |
| 28-9-2022                                                               | Santa Clara                                                             | Messico                                                                 | 2 – 3                                                                   | Colombia                                                                | Amichevole                                                              | -                                                                       |                                                                         |
| 20-11-2022                                                              | Fort Lauderdale                                                         | Colombia                                                                | 2 – 0                                                                   | Paraguay                                                                | Amichevole                                                              | -                                                                       | 46’ 73’                                                                 |
| 28-1-2023                                                               | Carson                                                                  | Stati Uniti                                                             | 0 – 0                                                                   | Colombia                                                                | Amichevole                                                              | -                                                                       | cap. 45’                                                                |
| 12-10-2023                                                              | Barranquilla                                                            | Colombia                                                                | 2 – 2                                                                   | Uruguay                                                                 | Qual. Mondiali 2026                                                     | -                                                                       |                                                                         |
| Totale                                                                  |                                                                         | Presenze                                                                | 28                                                                      |                                                                         | Reti                                                                    | 1                                                                       |                                                                         |

## Palmarès

### Club
- Campionato argentino: 4

Boca Juniors: 2016-2017, 2017-2018, 2019-2020, 2022
- Supercopa Argentina: 2

Boca Juniors: 2018, 2022
- Copa Argentina: 1

Boca Juniors: 2019-2020
- Copa de la Liga Profesional: 2

Boca Juniors: 2020, 2022